# Katsutomo Oshiba
Katsutomo Oshiba (Yamanashi, 10 mei 1973) is een voormalig Japans voetballer.

## Carrière
Katsutomo Oshiba speelde tussen 1996 en 2006 voor Ventforet Kofu, JEF United Ichihara en Vegalta Sendai.